# 自然に帰れ
自然に帰れ（しぜんにかえれ、仏: retour à la nature）は、ジャン＝ジャック・ルソーによって残されたとされる言葉。

## 概要
ルソーによっての近代社会を批判する言葉である。ルソーによると、人間というのは自由な存在として生まれたというのに、現実は至るところで鉄の鎖につかまれているとされている。文明や社会の変化が人間をこのようにゆがめさせてしまったために、ルソーは自然に帰れと主張した。ルソーによる自然に帰れと主張された通りになった状態というのは、文明を捨てた状態になるということである。ルソーは人間の幸福というのは自然の中にあると考えており、このことからこのような言葉が生まれた。
ルソーによれば、自然とは人間を善良で自由で幸福なものとして創ったものの、社会が人間を堕落させて奴隷として悲惨にしたということである。このためルソーによって自然に帰れと主張された。自然に帰ることで人間の内的な自然、根源的な無垢を回復することが求められる。自然に帰るということは原始的で未開な状態へと逆行するということではなく、一切を社会の責任にして人間の責任を問わないようにすることでもない。ルソーは社会とは人間によっての所産であり、社会においての責任というのが人間に問われるということである。ルソーによれば絶えず自然に対して不平を言っているのは非常識な人々であり、このような人々のあらゆる不幸というのは自身から生じていると主張している。
ルソーは実際は自然に帰れとは言っていないという説がある。自然に帰れというのは18世紀後半においての精神界において広まっていた言葉であり、もしこのようなことをルソーが言っていたとしても、これはルソーのみによって唱えられていた言葉ではないということになる。ポール＝アンリ・ティリ・ドルバックが著者となっている書籍の最後の章にドゥニ・ディドロによって書かれたとされている文章の中に自然に帰れという言葉が出てきており、このため自然に帰れとは実際はディドロによって言い出された言葉であるかもしれず、時代が経ち18世紀を代表するフランスの思想家としてのルソーの名が高まったことにつれて、自然に帰れという言葉はルソーに帰せられることになったのかもしれないという説がある。